# Cuarta guerra anglo-neerlandesa
La cuarta guerra anglo-neerlandesa fue un conflicto entre el Reino de Gran Bretaña y las Provincias Unidas de los Países Bajos que duró de 1780 al 20 de mayo de 1784. La guerra, tangencialmente relacionada con la de Independencia de los Estados Unidos, estalló por desacuerdos entre los británicos y los neerlandeses sobre la legalidad y conducción del comercio neerlandés con los enemigos de Gran Bretaña en esa guerra.
Aunque las Provincias Unidas de los Países Bajos no entró en una alianza formal con los Estados Unidos y sus aliados, el embajador estadounidense (y futuro presidente) John Adams logró establecer relaciones diplomáticas con las Provincias Unidas de los Países Bajos el segundo país europeo en reconocer al Congreso Continental en abril de 1782, después de Francia en 1778, España lo haría en febrero de 1783. En octubre de ese año, ambas partes firmaron un tratado de amistad y comercio.
La mayor parte de la guerra consistió en una serie de operaciones británicas muy exitosas contra los intereses económicos coloniales neerlandeses, aunque las fuerzas navales británicas y neerlandesas también se enfrentaron una vez en el Banco Dogger, en la costa neerlandesa. La guerra terminó en fracaso para los neerlandeses y expuso la debilidad de las bases políticas y económicas de la República.